# Silene berthelotiana
Silene berthelotiana är en nejlikväxtart som beskrevs av Philip Barker Webb och Christ. Silene berthelotiana ingår i släktet glimmar, och familjen nejlikväxter. Inga underarter finns listade i Catalogue of Life.